# 1973 na arte

## Eventos
- Construção do Monumento aos Açorianos em Porto Alegre, Brasil.
- Fundação do Museu Naval de Chania em Chania, Grécia.

## Mortes
| Data          | Nome              | Profissão                                                  | Nacionalidade | Observações | Ref |
| ------------- | ----------------- | ---------------------------------------------------------- | ------------- | ----------- | --- |
| 17 de Janeiro | Tarsila do Amaral | pintora                                                    | Brasil        | n. 1886     |     |
| 28 de março   | Maria Martins     | escultora                                                  | Brasil        | n. 1900     |     |
| 8 de Abril    | Pablo Picasso     | pintor, escultor, ceramista, cenógrafo, poeta e dramaturgo | Espanha       | n. 1881     |     |
| ??            | Ivan Serpa        | pintor e desenhista                                        | Brasil        | n. 1923     |     |
| ??            | Angelina Agostini | pintora, escultora e desenhista                            | Brasil        | n. 1888     |     |
| ??            | Raul Hynckes      | pintor                                                     | Bélgica       | n. 1893     |     |